# Сергеевка (Александрийская сельская община)
Серге́евка (укр. Сергіївка) — село в Александрийской сельской общине Ровненского района Ровненской области Украины.
Население по переписи 2001 года составляло 94 человека. Почтовый индекс — 35322. Телефонный код — 362. Код КОАТУУ — 5624686503.